# Voyage sans retour (film, 2013)
Pour les articles homonymes, voir Voyage sans retour.
Pour plus de détails, voir Fiche technique et Distribution.
Voyage sans retour est un film français réalisé par François Gérard, sorti en 2013.

## Synopsis
Kad, un jeune Toulousain, après avoir arnaqué des trafiquants de drogue, est envoyé à l'étranger dans une association humanitaire qui recrute des terroristes, de Londres à Bombay et du Pakistan en Afghanistan où il est formé dans un camp djihadiste.

## Fiche technique
- Titre : Voyage sans retour
- Réalisation : François Gérard
- Scénario  : François Gérard
- Musique : François Gérard, Saga Desai, Anne-Sophie Versnaeyen
- Société de production  : Oreo Production
- Société de distribution : Oreo Film Distribution
- Pays de production :  France
- Lieu de tournage  : France, Afghanistan, Pakistan, Cachemire, Inde, Angleterre, Italie
- Langue originale : français, anglais, hindi, urdu, arabe
- Genre : thriller
- Budget : 12 millions €
- Durée : 97 minutes
- Dates de sortie : France : 11 septembre 2013

## Distribution
- François Gérard : Kad
- Samy Naceri : Inspecteur Jos
- Marie Vincent : Nadine
- Serge Riaboukine : Commissaire Tomasino
- Olivier Rabourdin : Inspecteur Manuel
- Samuel Le Bihan : Inspecteur Brennan
- Jacques Boudet : le juge Tollec
- Julien Courbey : Karim
- Atmen Kelif : l'orateur
- Naidra Ayadi : la sœur de Kad
- Akim Chir : Mouss
- Saïd Amadis : le formateur

## Accueil critique
- Rue89 : "J'ai soumis mon scénario à Christophe de Ponfilly (ex-mari de Florence Dauchez), journaliste spécialiste de l’Afghanistan et auteur notamment du documentaire “Massoud, l’Afghan”. Il a trouvé l’histoire crédible et m’a dit : “Je ne sais pas si les spectateurs vont l’accepter mais vas-y. (François Gérard)”
- Le Parisien : "Les problèmes ont commencé fin août lorsque Samy Naceri, qui incarne un policier antiterroriste, s’est livré à une promotion à l’envers de ce long-métrage jugeant que le résultat, « islamophobe », ne ressemblait pas au scénario qu’on lui avait vendu et qu’on se servait de son image dans la bande-annonce. De son côté, le réalisateur reprochait à l’acteur de ne pas jouer le jeu de la promo sous prétexte qu’il n’était plus rémunéré pour le faire. François Gérard a donc assigné Naceri en référé pour l’empêcher de se livrer à cette contre-publicité mais a perdu. Là-dessus, l’ex-avocat Karim Achoui, fondateur de la Ligue de défense des musulmans, très lié à l’acteur — il prépare l’adaptation à l’écran de son livre L’Avocat à abattre sous la direction de Bibi Naceri, frère de Samy — a tenté de faire interdire la sortie du film qu’il jugeait islamophobe. Peine perdue. Le film sortira bien aujourd’hui sur une cinquantaine d’écrans. Reste à savoir si le public sera du voyage."[1]
- La Dépêche du Midi : Distribué en France sur cent cinquante copies (chiffres CNC), Voyage sans retour aurait dû normalement sortir chez nous, Toulouse avec sa position de quatrième ville de France, très cinéphile et battant régulièrement des records d’entrées recevant en priorité les premières copies. La faute à qui, à quoi ? «Sans doute au battage médiatique et à la polémique créée par Sami Nacéri qui s’est désolidarisé de ce film dans lequel il joue, et qu’il considère aujourd’hui islamophobe » explique Nicolas de Monplanet, directeur marketing d’Oréo Distribution société qui distribue le film. Alors vu le contexte, l’affaire Merah, les salles toulousaines ont peut-être craint des incidents. Dommage. «D’autant plus que ce film est un cas unique » termine Nicolas de Monplanet. « François Gérard l’a écrit, réalisé, produit sans aide aucune et pour ce réalisateur voir son film ne pas sortir pas dans sa ville, c’est très frustrant ». Dans les prochaines semaines, peut-être."[2]
- Écran Large : "A nos yeux, Voyage sans retour n'est pas un film islamophobe. Contrairement à ce qu'a pu en dire un des acteurs du film (Samy Nacéri en l'occurrence, qu'on a connu plus inspiré en matière de polémique), le deuxième long-métrage de François Gérard ne stigmatise absolument pas une quelconque communauté et ne véhicule pas l'image d'un Islam en tant que réservoir de barbus explosifs. (...) Malheureusement, Voyage sans retour n'est pas très bon, voire raté. Par excès d'implication et d'ambition (François Gérard occupe tous les postes clé, dont le rôle principal), le réalisateur saborde inconsciemment sa démarche. (...) Là, le film n'est plus vraiment maîtrisé, le scénario s'embourbe, les acteurs sont très mal dirigés, le rythme est plombé et on frôle par moments un amateurisme gênant. En résulte un long-métrage totalement schizophrène qui, du coup, rate toujours sa cible. Handicapé par une construction dramatique assez foireuse (on se perd dans les flashbacks, on ne comprend plus grand chose au bout d'un moment), quelques incohérences énormes (comment Kad sort-il de son box qui n'a qu'une entrée alors que le parking est bouclé par le GIGN ?) et l'absence de talent d'acteur de François Gérard qui plombe la majorité de ses scènes avec des dialogues/monologues artificiels en dépit de sa personnalité indéniable. Voyage sans retour ne convainc donc jamais. C'est d'autant plus dommage car, créant ainsi la polémique (et sortant le 11 septembre - Oh la fausse bonne idée !) mais n'ayant pas les épaules suffisamment solides pour la supporter, le film n'a aucune chance d'en sortir vainqueur."[3]
- Radio Notre Dame : "Il est difficile de s'en sortir lorsqu'on a été abandonné."[4]
- Le Monde : "Plus rare en revanche, un film (certes inabouti), privé de salles à Paris, en dépit de ses estimations prometteuses. Présent sur le reste de la France avec près de quarante salles (via le circuit CGR), Voyage sans retour doit maintenant convaincre pour que son titre ne devienne pas programmatique."[5]
- Les Inrockuptibles : "Samy Naceri a-t-il tenté d’arnaquer le réalisateur de son dernier film?"[6]."

## Controverse autour du film
À l'occasion de la sortie du film Voyage sans retour, en 2013, le producteur fait un référérapporté par le journaliste Geoffrey Le Guilcher, à l'encontre de Samy Naceri afin que ce dernier cesse « tous propos diffamatoires ou dénigrants » envers son film, que ce soit sur son compte Twitter personnel ou au travers d’ entretien. Saisie d’une procédure en référé, la justice ne s’est pas prononcée sur le fond de l’affaire mais juge qu'il n'y a pas lieu à référé. Samy Naceri accuse le réalisateur de s'être servi de son image pour promouvoir un film « islamophobe ». Christophe Foltzer donne sur ecranlarge.com un avis bien différent, après avoir vu le film : 

« À nos yeux, Voyage sans retour n'est pas un film islamophobe. Contrairement à ce qu'a pu en dire un des acteurs du film (Samy Nacéri en l'occurrence, qu'on a connu plus inspiré en matière de polémique), le deuxième long-métrage de François Gérard ne stigmatise absolument pas une quelconque communauté et ne véhicule pas l'image d'un Islam en tant que réservoir de barbus explosifs. Bien au contraire même, serait-on tenté de dire. »

 Lors de la sortie, la journaliste du Monde Sandrine Marques, rapporte dans son article du 12 septembre 2013 cité ici en référence les statistiques fournies par le site allociné Pro la veille de la sortie et s'étonne compte tenu de l'attente suscité et de la promo importante, que le film ne soit pas distribué dans Paris. Selon ses propos, le film reste au centre d'une bien nébuleuse affaire. 
Depuis le film est sorti en salle et en DVD.